# 三元及第
三元及第是指汉字文化圈的科举考试中，乡试、会试、殿试皆得第一的考生。连续考中乡试、会试、殿试第一名者称為“连中三元”（以下由粗體標示），另縣府院試皆第一稱小三元。
乡试第一名稱为“解元”，会试第一名稱为“会元”，殿试第一名稱为“状元”(“殿元”)，合稱「三元」。

## 中國
在中国科举史上，有明确记录曾荣获三元及第的生徒仅16人，他们是：
- 唐朝：崔元翰、张又新、武翊黃；
- 遼朝：王棠；
- 宋朝：孙何、王曾、宋庠、楊寘、冯京、王巖叟；
- 金朝：孟宗獻；
- 元朝：王宗哲；
- 明朝：黃觀[1](因靖难之役支持建文帝被明成祖取消进士资格)、商辂；
- 清朝：錢棨（六元）、陈继昌（四元）。

## 越南
越南後黎朝後期和阮朝時期，科舉考試不設狀元，所以越南習慣將殿試第一名稱為庭元，越南歷史上共有8人曾三元及第：
- 後黎朝初期（黎初朝）：范敦禮（狀元）、武暘（狀元）；
- 後黎朝後期（黎中興朝）：阮登（二甲）、黎貴惇（榜眼）；
- 阮朝：阮文交（探花）、陳碧珊（二甲）、阮勸（二甲）、武范諴（探花）。

## 武三元
此外，中國历史上也出过五位“武三元”。
- 一是明朝嘉靖年间的尹凤，连中武科三元，官拜参将，辅俞大猷在福建、浙江沿海的抗倭战争中屡建战功。今存南京“三元巷”以示纪念。
- 二是明朝万历年间，浙江永嘉人王名世，连中武科三元，官授锦衣卫千户。他博通经史，工诗善书，时人称其武艺、诗词、书法为“三绝”。尤其值得称道的是他秉性刚介，不媚权贵，颇有直道君子之风。
- 三是清朝顺治年间，浙江錢塘人王玉𤩱，连中武科三元。此人在明末曾参加武秀才考试，射箭第一，号称“神射手”，故人们赞其为“武四元”。他虽是武士出身，但手不释卷，文笔斐然，也有文武雙全之誉。
- 四是清朝康熙年间曹曰瑋，康熙三十三年考中武科，連捷三元並擔任陝西靖遠總鎮都督，後來因仕途失意而退隱，為形意拳發展史的重要人物。
- 五是清朝乾隆年间顧麟，曾中乾隆壬申榜顺天乡试解元，后连捷为甲戌科会元。乾隆十九年九月，顾麟又在天下数以百计的贡士中独占鳌头，中武状元，授头等侍卫。